# 告白 (平井堅の曲)
「告白」（こくはく）は、平井堅の楽曲である。2012年5月30日にDefSTAR Recordsから通算35枚目のシングルとして発売された。規格品番はDVD付の初回生産限定盤はDFCL-1891/2、通常盤（フルヴォリューム盤）がDFCL-1893。

## 解説
テレビ朝日系ドラマ『Wの悲劇』（2012年4月26日 - 6月14日）の主題歌。同様にテレビドラマ主題歌だった前作『いとしき日々よ』から約1年を経て発表された。
武井咲演じる主人公の「愛を求めながらも、手に入れることが出来ない、絶望的なまでの苦しみ、悲しみ」を女性の立場から描いた曲。誰もが心のどこかに持つ「絶対的闇」「圧倒的絶望」をテーマに作られた。
ミュージック・ビデオは、モノブライトの「雨にうたえば」等のMVを制作している田辺秀伸と石原周太郎がともに初めて担当。撮影は当時茨城県水戸市千波湖畔にあった、2010年公開の日本映画「桜田門外ノ変」オープンロケセットで行われた。歌舞伎、阿波踊り、獅子舞などの要素を取り入れ、現代のダンスと融合させた「ネオジャポネスク舞踏」をコンセプトに制作されたこのMVの振り付けは、Perfumeをデビューより担当しているMIKIKOが手がけた。
CDパッケージは、DVDが付属した初回生産限定盤とCDのみの通常盤（フルヴォリューム盤）の2形態で発売された。シングル盤でDVD付の初回生産限定盤が制作されたのは『僕は君に恋をする』以来である。ディスクジャケットはモノクロームの平井堅と女性が被写体となっているが、初回盤と通常盤それぞれ別カットである。
初回生産限定盤付属のDVDには「KEN HIRAI TV」と題した平井本人出演の特典映像が収録されている。なお発売時には、TOWER RECORDS、TSUTAYA、その他のCDショップやオンライン・ショップ等でそれぞれ異なる外付け特典があったほか、 ミュージック・ビデオを収録した『Ken Hirai Films Vol.12』が同時発売され、連動した応募特典があった。
カップリング曲の「Woman "Wの悲劇"より」は、薬師丸ひろ子が主演した1984年公開の角川映画『Wの悲劇』の主題歌として歌唱した、松本隆と呉田軽穂(松任谷由実のペンネーム)による楽曲のカバーで、今回はドラマの挿入歌として使用されている。
通常盤の3曲目に収録されている「いとしき日々よ 〜the repose of souls〜」は、「いとしき日々よ」の別アレンジ・バージョン。
通常盤の4曲目に収録されている「お願いジュリー☆ -ヒャダインのリリリリ☆リミックス-」は、2011年発売のスタジオ・アルバム『JAPANESE SINGER』に収録されていた「お願いジュリー☆」の音楽プロデューサー、ヒャダイン（前山田健一）によるリミックスバージョン。

## 収録曲

### 初回生産限定盤
| #         | タイトル                | 作詞      | 作曲      | 編曲      | 時間  |
| --------- | ----------------------- | --------- | --------- | --------- | ----- |
| 1.        | 「告白」                | 平井堅    | 平井堅    | 亀田誠治  | 3:44  |
| 2.        | 「Woman "Wの悲劇"より」 | 松本隆    | 呉田軽穂  | 武部聡志  | 4:18  |
| 3.        | 「告白 -less vocal-」   |           | 平井堅    | 亀田誠治  | 3:41  |
| 合計時間: | 合計時間:               | 合計時間: | 合計時間: | 合計時間: | 11:43 |

| #  | タイトル         | 作詞 | 作曲・編曲 |
| -- | ---------------- | ---- | ---------- |
| 1. | 「KEN HIRAI TV」 |      |            |

### 通常盤（フルヴォリューム盤）
| #         | タイトル                                              | 作詞      | 作曲      | 編曲                     | 時間  |
| --------- | ----------------------------------------------------- | --------- | --------- | ------------------------ | ----- |
| 1.        | 「告白」                                              | 平井堅    | 平井堅    | 亀田誠治                 | 3:44  |
| 2.        | 「Woman "Wの悲劇"より」                               | 松本隆    | 呉田軽穂  | 武部聡志                 | 4:18  |
| 3.        | 「いとしき日々よ 〜the repose of souls〜」            | 平井堅    | 平井堅    | 島健                     | 6:11  |
| 4.        | 「お願いジュリー☆ -ヒャダインのリリリリ☆リミックス-」 | 平井堅    | 平井堅    | ヒャダイン（リミックス） | 4:06  |
| 5.        | 「告白 -less vocal-」                                 |           | 平井堅    | 亀田誠治                 | 3:41  |
| 合計時間: | 合計時間:                                             | 合計時間: | 合計時間: | 合計時間:                | 22:00 |